# Rachel Shenton
Rachel Joy Shenton, född 21 december 1987 i Stoke-on-Trent i Staffordshire, är en brittisk skådespelerska och manusförfattare. Hon fick stor uppmärksamhet, genom att spela rollen som Mitzeee Minniver, i Channel 4-serien Hollyoaks. Hon är också känd för att spela rollen som Courtney, i BBC One-serien Waterloo Road, samt för att medverka i ABC Family-serien Switched at Birth, BBC Two-serien White Gold, och Channel Five-serien I vår herres hage.
År 2018 fick Shenton motta en Oscar för bästa kortfilm för sin insats i kortfilmen The Silent Child, som hon dessutom har skrivit och producerat. Hon talar dessutom flytande teckenspråk, både brittiskt och amerikanskt.
Shenton är sedan sommaren 2018 gift med den brittiske skådespelaren och filmskaparen Chris Overton. Paret förlovade sig i samband med mottagandet av Shentons Oscarsstatyett, i mars 2018.

## Filmografi (i urval)

### Filmer
- 2017 – The Silent Child (kortfilm)
- 2024 – The Strangers: Chapter 1

### TV-serier
- 2005 – Holby City (TV-serie)
- 2006 – Doctors (TV-serie) (även 2007)
- 2007 – Waterloo Road (TV-serie)
- 2010–2013 – Hollyoaks (TV-serie)
- 2014–2017 – Switched at Birth (TV-serie)
- 2019 – White Gold (TV-serie)
- 2020–nutid – I vår herres hage (TV-serie)
- 2023 – For Her Sins (TV-serie)